# Microtus sachalinensis
Microtus sachalinensis es una especie de roedor de la familia Cricetidae.

## Distribución geográfica
Se encuentra en Rusia. 